# 강제퇴거

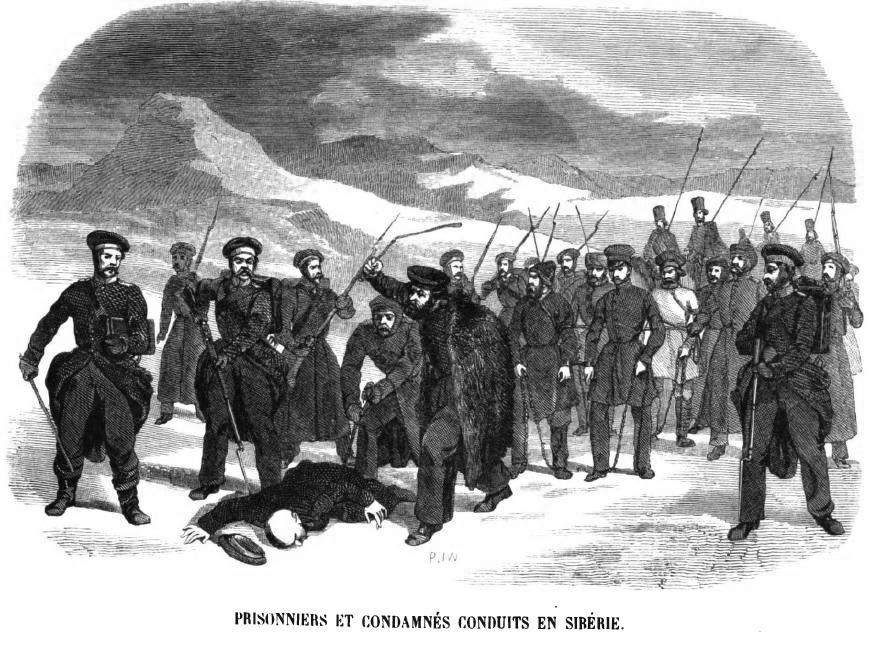

강제퇴거(强制退去)는 한 국가에 체류하고 있는 외국인을 강제로 퇴거시키는 것을 말한다. 강제송환(强制送還) 등으로도 불린다.

## 사유
강제퇴거가 되는 사유는 다음과 같은 여러가지가 있다.
- 유효한 여권을 소지하지 않고 입국한 자
- 입국 심사관으로부터 입국 허가를 받지 않은 자
- 난민 인정이 취소된 사람
- 범죄를 저지른 자